# Puchar Świata w lotach narciarskich 1997/1998
Puchar Świata w lotach narciarskich 1997/1998 – 8. edycja Pucharu Świata w lotach narciarskich (stanowiącego część Pucharu Świata w skokach narciarskich), która rozpoczęła się 24 stycznia 1998 w Oberstdorfie, a zakończyła się 1 marca 1998 w Vikersund. Rozegrano 4 konkursy indywidualne.

## Kalendarz zawodów
| Lp.                                                                  | Data                                                                 | Miejscowość                                                          | Punkt K                                                              | Uwagi                                                                | 1. miejsce       | 2. miejsce       | 3. miejsce                      |
| -------------------------------------------------------------------- | -------------------------------------------------------------------- | -------------------------------------------------------------------- | -------------------------------------------------------------------- | -------------------------------------------------------------------- | ---------------- | ---------------- | ------------------------------- |
| 1.                                                                   | 24 stycznia 1998                                                     | Oberstdorf                                                           | K-185                                                                | MŚL                                                                  | Sven Hannawald   | Kazuyoshi Funaki | Kristian Brenden                |
| 2.                                                                   | 25 stycznia 1998                                                     | Oberstdorf                                                           | K-185                                                                | MŚL                                                                  | Kazuyoshi Funaki | Dieter Thoma     | Sven Hannawald                  |
| —                                                                    | 28 lutego 1998                                                       | Vikersund                                                            | K-175                                                                | [ c ]                                                                | odwołany         | odwołany         | odwołany                        |
| 3.                                                                   | 1 marca 1998                                                         | Vikersund                                                            | K-175                                                                | [ d ]                                                                | Andreas Widhölzl | Sven Hannawald   | Akira Higashi                   |
| 4.                                                                   | 1 marca 1998                                                         | Vikersund                                                            | K-175                                                                | –                                                                    | Takanobu Okabe   | Hiroya Saitō     | Noriaki Kasai                   |
| Puchar Świata w lotach narciarskich 1997/1998 – klasyfikacja końcowa | Puchar Świata w lotach narciarskich 1997/1998 – klasyfikacja końcowa | Puchar Świata w lotach narciarskich 1997/1998 – klasyfikacja końcowa | Puchar Świata w lotach narciarskich 1997/1998 – klasyfikacja końcowa | Puchar Świata w lotach narciarskich 1997/1998 – klasyfikacja końcowa | Sven Hannawald   | Kazuyoshi Funaki | Andreas Widhölzl Primož Peterka |

## Klasyfikacja generalna
| Źródło  | Źródło                   | Źródło | Źródło |
| Miejsce | Zawodnik                 | Punkty |        |
| ------- | ------------------------ | ------ | ------ |
| 1.      | Sven Hannawald           | 258    |        |
| 2.      | Kazuyoshi Funaki         | 217    |        |
| 3.      | Andreas Widhölzl         | 171    |        |
| 3.      | Primož Peterka           | 171    |        |
| 5.      | Lasse Ottesen            | 157    |        |
| 6.      | Takanobu Okabe           | 150    |        |
| 6.      | Dieter Thoma             | 150    |        |
| 8.      | Akira Higashi            | 123    |        |
| 8.      | Kristian Brenden         | 123    |        |
| 10.     | Hiroya Saitō             | 112    |        |
| 11.     | Janne Ahonen             | 95     |        |
| 11.     | Henning Stensrud         | 95     |        |
| 13.     | Noriaki Kasai            | 78     |        |
| 14.     | Hansjörg Jäkle           | 74     |        |
| 15.     | Andreas Goldberger       | 69     |        |
| 16.     | Bruno Reuteler           | 60     |        |
| 17.     | Christof Duffner         | 57     |        |
| 18.     | Jakub Jiroutek           | 51     |        |
| 19.     | Stian Kvarstad           | 50     |        |
| 20.     | Jani Soininen            | 47     |        |
| 21.     | Masahiko Harada          | 44     |        |
| 22.     | Hideharu Miyahira        | 43     |        |
| 23.     | Roar Ljøkelsøy           | 40     |        |
| 24.     | Martin Höllwarth         | 36     |        |
| 25.     | Kimmo Savolainen         | 34     |        |
| 26.     | Espen Bredesen           | 32     |        |
| 26.     | Robert Mateja            | 32     |        |
| 28.     | Stefan Horngacher        | 31     |        |
| 29.     | Jakub Sucháček           | 29     |        |
| 30.     | Mika Laitinen            | 26     |        |
| 31.     | Jon Petter Sandaker      | 22     |        |
| 32.     | Kazuya Yoshioka          | 21     |        |
| 33.     | Reinhard Schwarzenberger | 20     |        |
| 33.     | Roberto Cecon            | 20     |        |
| 35.     | Frode Håre               | 18     |        |
| 36.     | Urban Franc              | 13     |        |
| 37.     | Martin Schmitt           | 11     |        |
| 38.     | Jakub Janda              | 10     |        |
| 38.     | Kjell Erik Sagbakken     | 10     |        |
| 40.     | Kazuhiro Nakamura        | 9      |        |
| 40.     | Vladimír Roško           | 9      |        |
| 42.     | Falko Krismayr           | 8      |        |
| 43.     | Nicolas Dessum           | 7      |        |
| 43.     | Tommy Ingebrigtsen       | 7      |        |
| 43.     | Martin Mesík             | 7      |        |
| 46.     | Jaroslav Sakala          | 6      |        |
| 47.     | Martin Zimmermann        | 5      |        |
| 48.     | Gerd Siegmund            | 4      |        |
| 48.     | Jure Radelj              | 4      |        |
| 48.     | Sylvain Freiholz         | 4      |        |
| 51.     | Peter Žonta              | 3      |        |